# Vulvodinia
Vulvodinia ou vestibulite vulvar é uma disfunção sexual caracterizada por dor crônica na área da vulva com causa orgânica desconhecida (idiopática). É um tipo de dispareunia. Não é causada por uma patologia visível (como infecção, deformidade, ferimento ou tumor), geralmente envolvendo dificuldades emocionais e cognitivas ou algum transtorno orgânico não identificado.

## Causa
As causas possíveis incluem:
- Predisposição genética;
- Alergia ou sensibilidade a substância na urina (como oxalatos);
- Transtorno autoimune;
- Eczema/Dermatite;
- Líquen escleroso;
- Infecção interna por fungos, bactérias ou vírus;
- Aumento do número de terminações nervosas na área vaginal.

Iniciação de contraceptivos hormonais que contêm estrógeno em baixa dose antes dos 16 anos pode predispor as mulheres à vestibulite vulvar. Um limiar de dor significativamente mais baixas, especialmente no vestíbulo vaginal, também pode ser associado ao uso de contraceptivos hormonais em mulheres sem síndrome vestibulite vulvar.

## Sintomas
A dor pode ser aguda, intermitente ou crônica. Pode ocorrer em um local específico ou toda em toda área vulvar. É mais comum ocorrer durante ou após a atividade sexual, quando tampões são inseridos ou quando a pressão prolongada é aplicada à vulva, como durante a sentar-se, andar de bicicleta, ou andar a cavalo.

## Tratamento
Depende da suspeita da causa. Dentre as opções :
- Uso de lubrificantes;
- Uso de pomadas esteroides;
- Mudança na dieta, evitando oxalatos e bebendo muita água;
- Usar almofadas ao sentar;
- Usar calcinhas maiores e de algodão;
- Uso de antidepressivos e ansiolíticos;
- Cirurgia para extirpar as terminações nervosas[4];
- Fisioterapia pélvica

É recomendado que as pacientes aprendam, e conversem com seu parceiro, sobre práticas sexuais que não envolvam dor e mantenham o prazer na atividade sexual.

## Epidemiologia
A prevalência de vulvodinia em Portugal é de 6,5%; a prevalência cumulativa chega aos 16,0%. Cerca de 25% das mulheres com vulvodinia não procuram ajuda médica (vergonha ou por acharem ser normal ter dor); das que o fazem, apenas 8,9% são correctamente diagnosticadas.